# 周期彗星
| 彗星                       | 彗星         | 彗星                         | 彗星                   | 彗星                   |
| -------------------------- | ------------ | ---------------------------- | ---------------------- | ---------------------- |
| 離心率と公転周期による分類 |              |                              |                        |                        |
| e < 1                      | 周期彗星     | 短周期彗星                   | 短周期彗星             | P < 200                |
| e < 1                      | 周期彗星     | 長周期彗星                   | 長周期彗星             | P ≧ 200                |
| e ≧ 1                      | 非周期彗星   | 非周期彗星                   | 長周期彗星             |                        |
| 特徴的な彗星               | 特徴的な彗星 | 大彗星                       | 大彗星                 | 大彗星                 |
| 特徴的な彗星               | 特徴的な彗星 | サングレーザー（クロイツ群） |                        |                        |
| 成因上の関連               | 成因上の関連 | 彗星・小惑星遷移天体         | 彗星・小惑星遷移天体   | 彗星・小惑星遷移天体   |
| 成因上の関連               | 成因上の関連 | 地球近傍天体                 |                        |                        |
| 成因上の関連               | 成因上の関連 | 太陽系外縁天体               |                        |                        |
| 分類上の関連               | 分類上の関連 | 太陽系小天体（小惑星）       | 太陽系小天体（小惑星） | 太陽系小天体（小惑星） |
| ■Project ■Template         |              |                              |                        |                        |

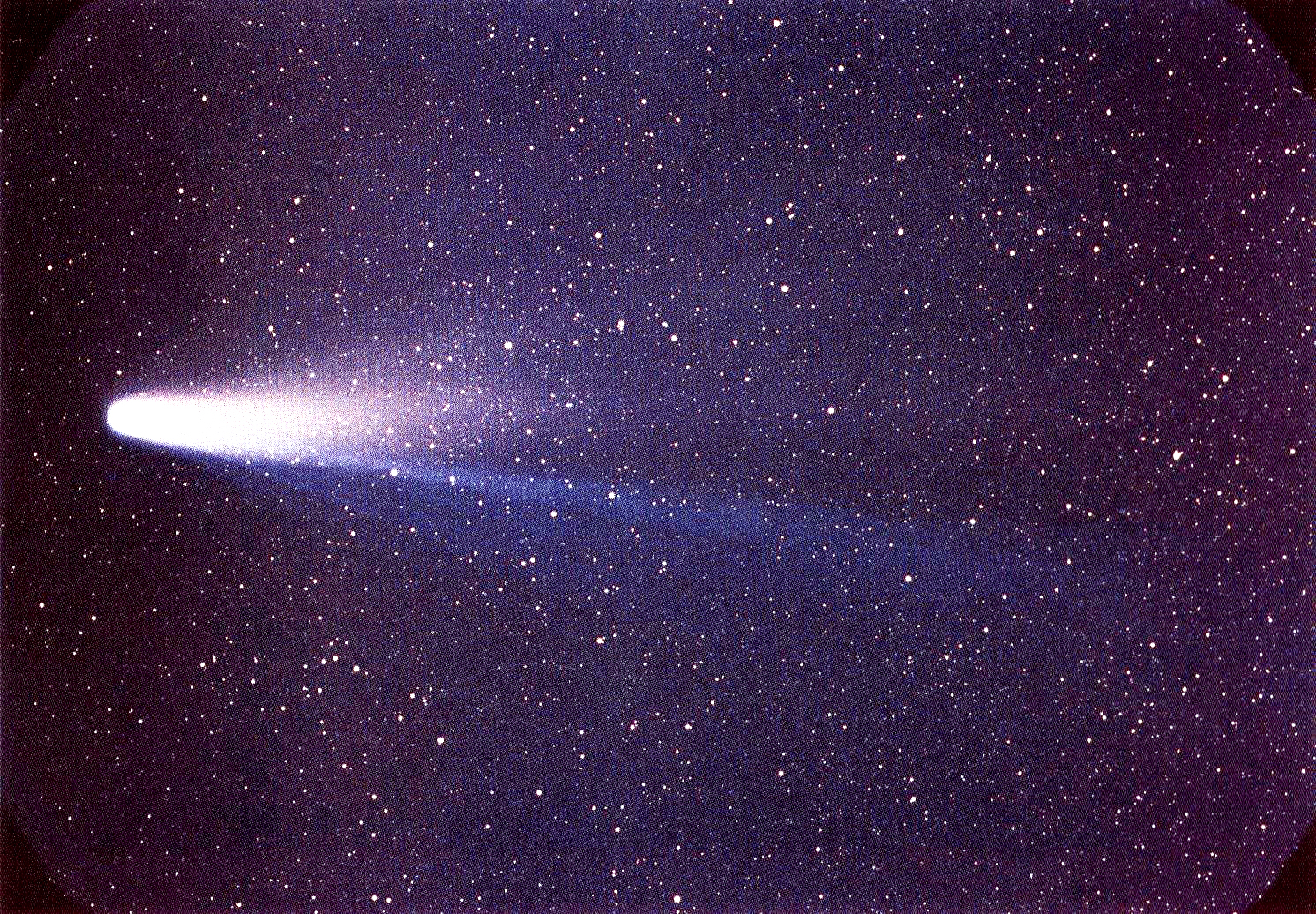
周期彗星であることが最初に明らかになった、ハレー彗星。1986年3月8日撮影。

周期彗星（しゅうきすいせい）は、公転軌道の離心率が1未満の彗星である。有限の公転周期を持ち、基本的には楕円軌道で、周期的に回帰する。彗星は、離心率が1未満の周期彗星と、離心率が1以上の非周期彗星に分けることができる。

## 軌道の変化
公転周期について、「基本的には楕円軌道で、周期的に回帰する」と上述したが、これは接触軌道を考えた場合で、実際には、惑星（特に木星）や近傍恒星の重力、氷の昇華（蒸発）の反作用による非重力効果により、軌道要素は刻一刻変化する。そのため、回帰間隔と公転周期は一致しない。軌道の変化は、摂動の範囲に収まることもあるが、ヴィルト第2彗星のように、まったく別の軌道になってしまうこともある。この例のように、周期彗星が必ず周期的に回帰するわけではない。
軌道の変化は長周期軌道ほど激しく、数百年を越える公転周期は、回帰間隔としては意味がある数字とはみなされない。公転周期が数千年を越えると、摂動などを計算に入れても、本当に次に回帰するかどうかの判断は難しい。

## 周期彗星の「発見」
近代になるまで彗星の周期性というものは知られておらず、その登場はまったく予測不可能だと思われていた。
初めて周期彗星の存在に気づいたのは、イギリスの天文学者エドモンド・ハレーである。ハレーは、1682年の彗星の軌道が1531年および1607年のものとほとんど同じであることに気づき、これら3つの彗星は同一の天体であり、76年ごとに回帰すると推測した。ハレーはより正確な予測のために、放物線軌道を仮定して計算し、次の回帰は1757年だと予測した。しかし、ハレー自身はその日を待たず1742年に死去した。
ハレーの予測通り、1758年12月25日に同じ軌道の彗星が発見された。近日点通過は予測の2年後の1759年だったが、これは木星と土星の摂動による軌道変化だとわかった。功績にちなんで、この彗星はハレー彗星と呼ばれるようになった。
2番目に周期彗星であることが明らかになった彗星は、エンケ彗星である。初めて楕円軌道を仮定して軌道計算された彗星でもある。エンケ彗星も、1822年に周期彗星であることに気づき、軌道計算をおこなったヨハン・フランツ・エンケにちなんで名付けられた。

## 周期彗星の分類
周期彗星のうち、周期200年以下のものを短周期彗星という。短周期彗星は、高い精度で次の回帰が予測可能で、命名規則では、符号にP/が付けられる（他の彗星は原則としてC/）。短周期彗星以外の彗星を長周期彗星という。学術用語としては（字義どおりの意味に反して）非周期彗星も含むが、一般には、含めないことも多い。
周期彗星の中には、似た軌道を持つものがある。これらは彗星群といい、かつて1つの彗星だったものが、太陽などに接近しすぎたときの潮汐力で分裂したものだと推測されている。事実、ビエラ彗星、池谷・関彗星、シューメーカー・レヴィ第9彗星、シュワスマン・ワハマン第3彗星などで、分裂が観測されている。代表的な彗星群としてクロイツ群がある。彗星群は、その成因上、太陽に極端に接近するサングレーザーが多い。
周期彗星という言葉で、以下のものを指すことがある。
短周期彗星
周期200年以下の彗星。
符号にP/を持つ周期彗星
公転周期200年以下か、複数の回帰が観測された彗星。
番号登録周期彗星
2回の回帰（またはケンタウルス族なら4回の衝）が観測され、符号に登録番号（1P/Halleyの1など）が与えられた彗星。
符号にP/を持つ彗星を、「～彗星」というかわりに「～周期彗星」ということがある。（例：ハレー周期彗星）